# Pycnopygius cinereus
Pycnopygius cinereus là một loài chim trong họ Meliphagidae.